# Bertus Maris
Bertus Wilke Maris (Zwolle, 25 maart 1939) is een voormalig Nederlands politicus.
Maris is een jurist en ondernemer die eerst de Boerenpartij in de Eerste Kamer vertegenwoordigde en later als onafhankelijke optrad. Hij was een politieke 'nomade' ter rechterzijde. Na zijn vertrek bij de Boeren sloot hij zich aan bij de Conservatieve Volkspartij en weer later bij het Algemeen Ouderen Verbond. Hij zat voor die laatste partij in de Utrechtse Staten, maar was daar na 1997 met onder meer Martin Batenburg actief in het Nieuw Solidair Ouderen Verbond.
- Parlement.com: vg09llhwfpyu